# Officiell tidning

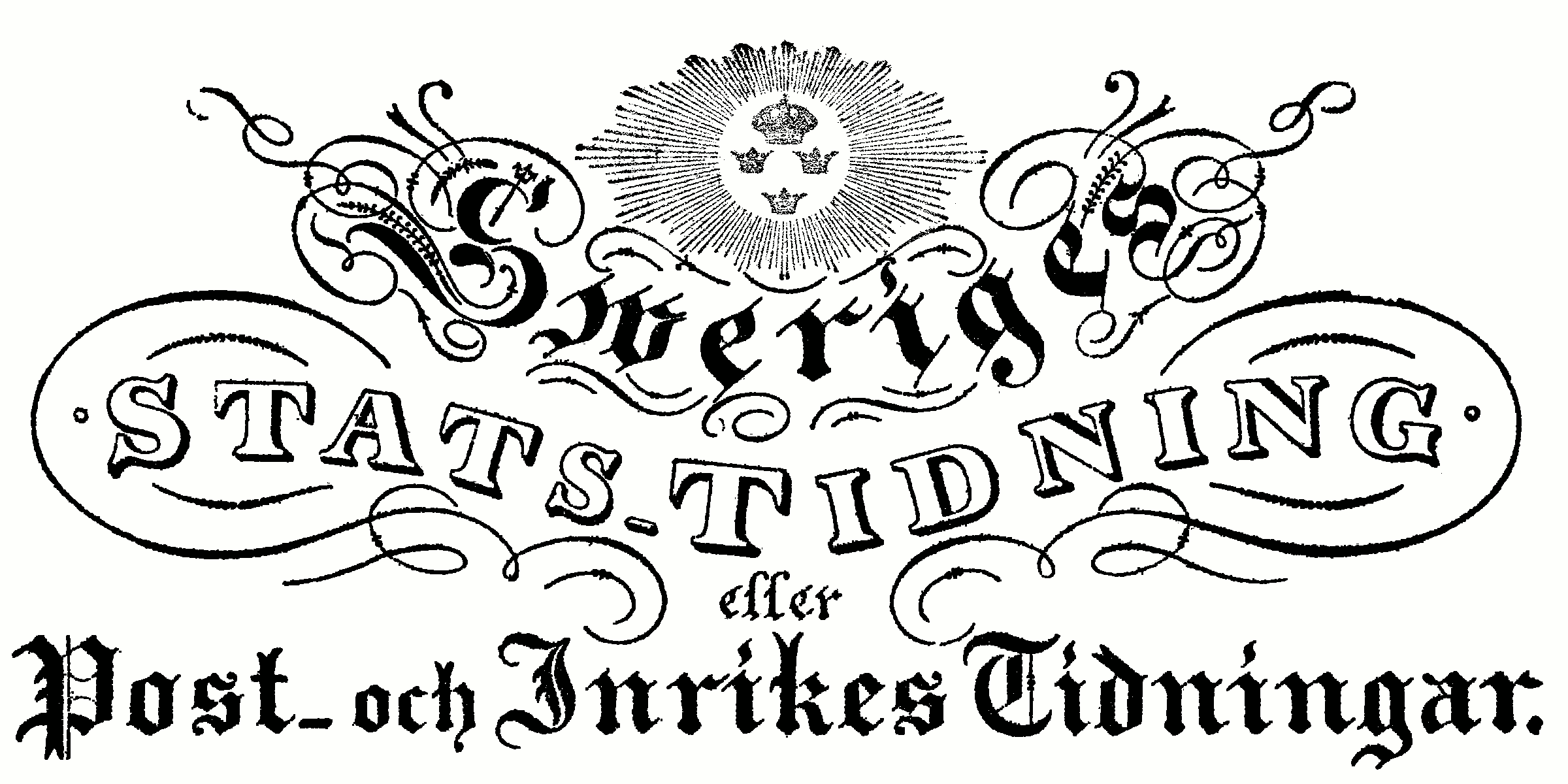
Brevhuvud för Sveriges Statstidning eller Post- och Inrikes Tidningar 1835.

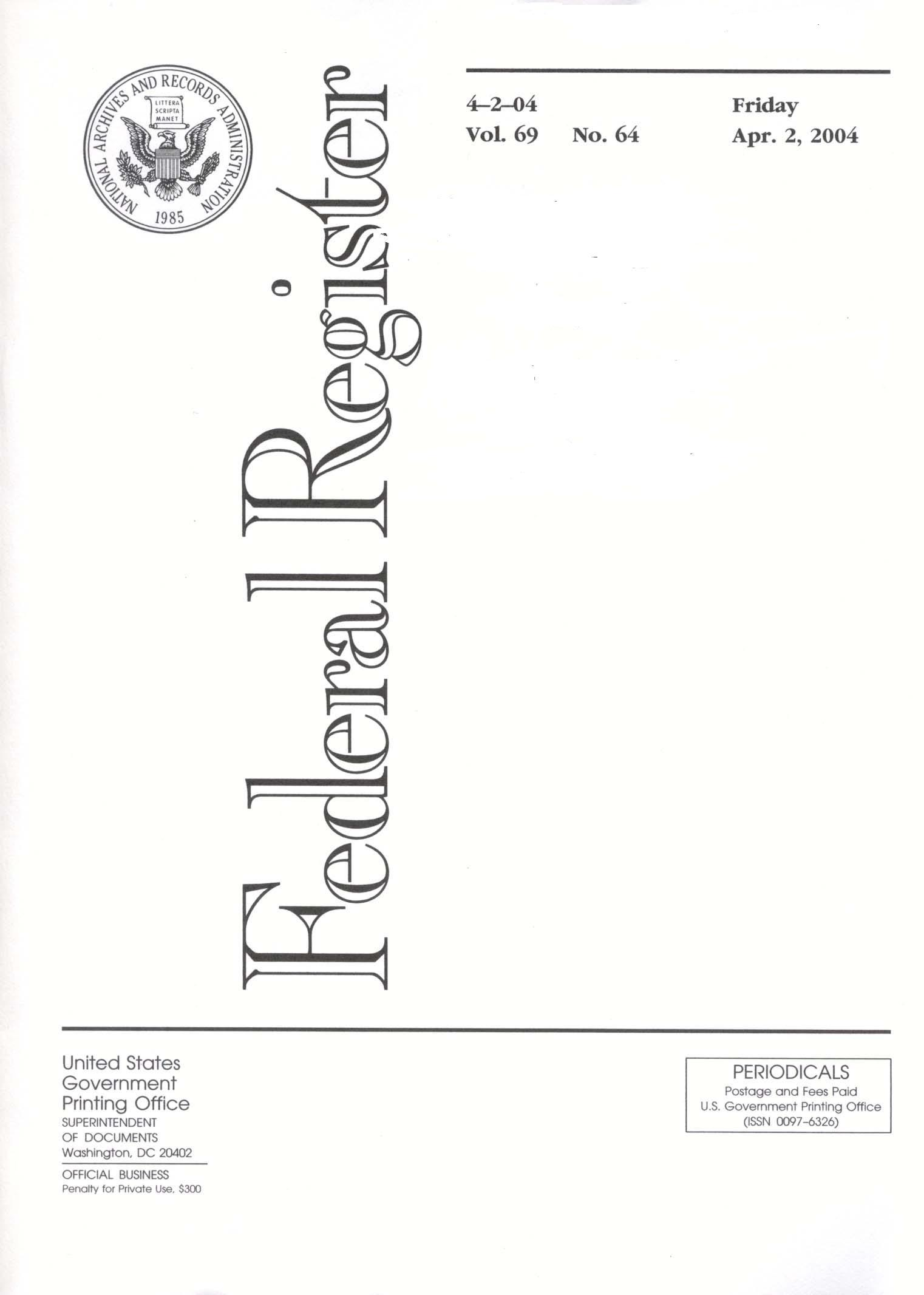
Federal Register 2004.

En officiell tidning eller officiellt organ är en publikation som löpande publicerar allmänna kungörelser för exempelvis en regering, myndighet eller någon annan allmän institution.

## Lista på officiella tidningar
- Post- och Inrikes Tidningar är Sveriges officiella tidning, som bland annat publicerar kungörelser om konkurser och skilsmässor.
- Europeiska unionens officiella tidning publicerar löpande kungörelser om unionens lagstiftning och publiceras på Europeiska unionens 23 officiella språk.
- Acta Apostolicae Sedis är Heliga stolens officiella tidning, som publiceras på latin, med en bilaga på italienska som innehåller Vatikanstatens lagstiftning.
- The London Gazette är den brittiska regeringens officiella tidning för England och Wales.
- The Edinburgh Gazette är den brittiska regeringens officiella tidning för Skottland.
- The Belfast Gazette är den brittiska regeringens officiella tidning för Nordirland.
- Congressional Record är den amerikanska kongressens officiella tidning.
- Federal Register är den amerikanska federala statsmaktens officiella tidning.
- Journal officiel de la République française är den franska officiella tidningen.
- Bundesgesetzblatt är Förbundsrepubliken Tysklands officiella tidning för statsorganens kungörelser.